# Seznam hrazených měst v Čechách
Toto je seznam hrazených (opevněných) měst v Čechách podle starých krajů.

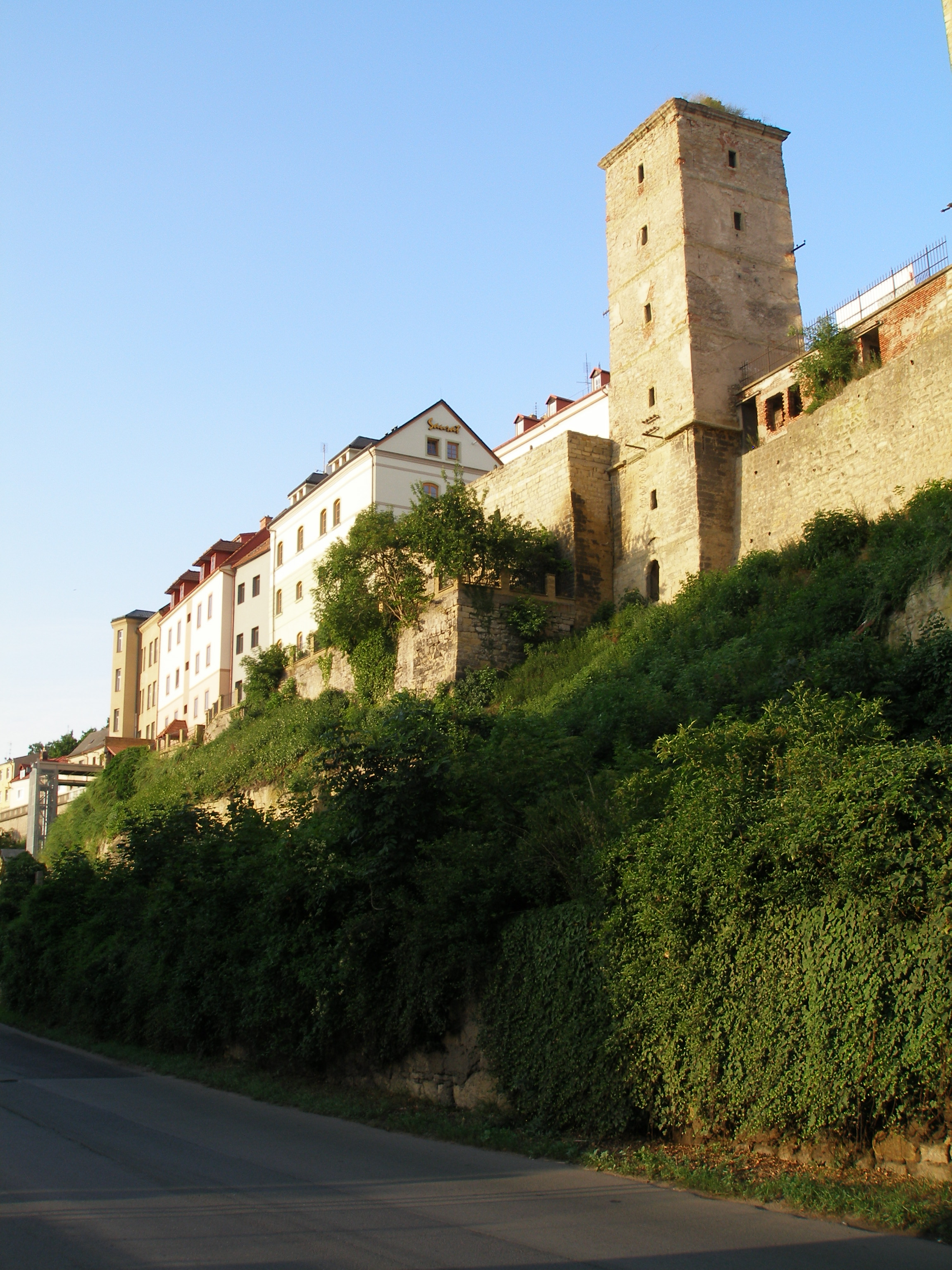
Věž v Mladé Boleslavi

## Boleslavský kraj

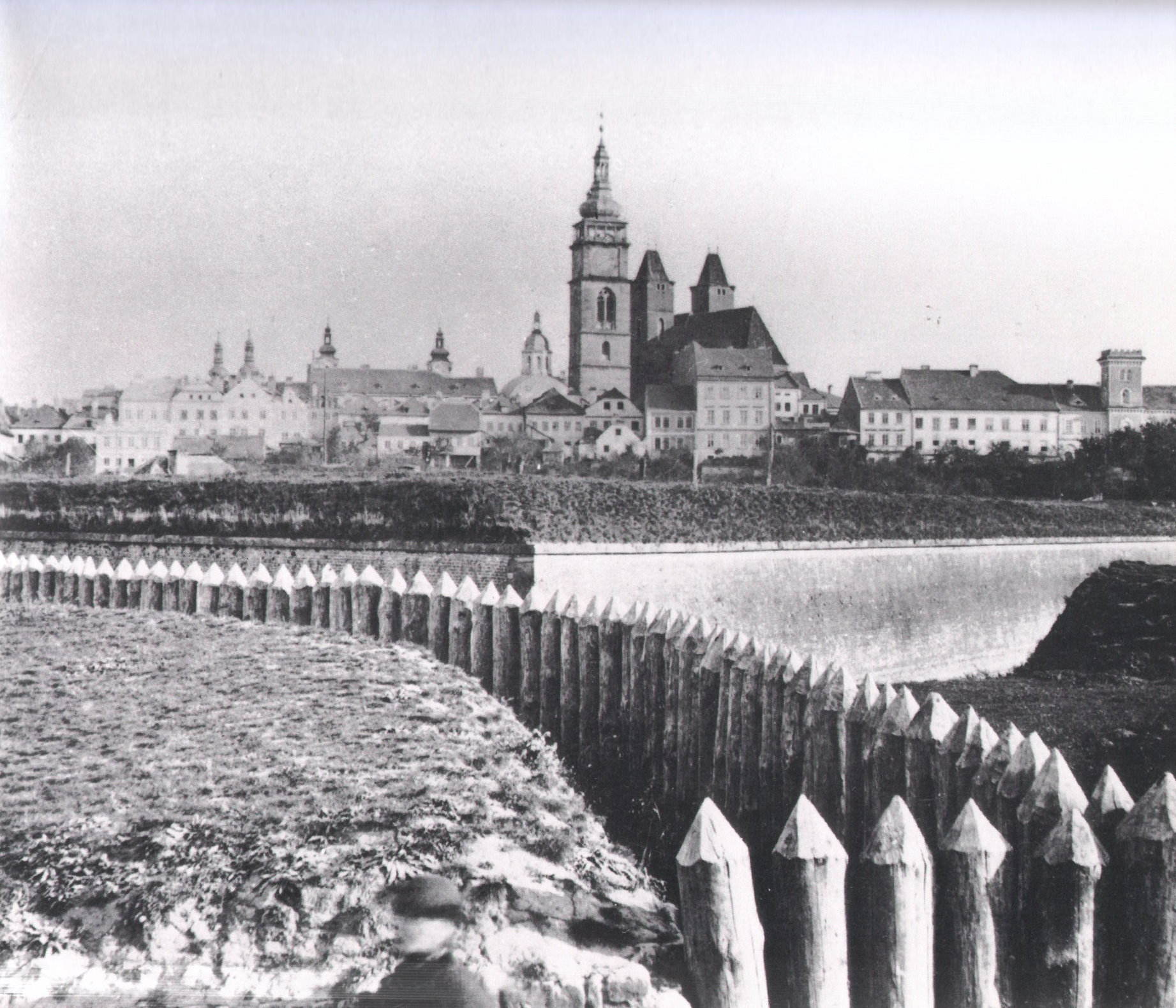
Hradec Králové jako pevnost 1890

- Mladá Boleslav [2]
- Mělník[3] [4]
- Nymburk [5] [6]
- Český Dub[7]
- Jablonné v Podještědí [8]
- Benátky nad Jizerou [9]
- Bělá pod Bezdězem [10]
- Frýdlant [11]

## Hradecký kraj

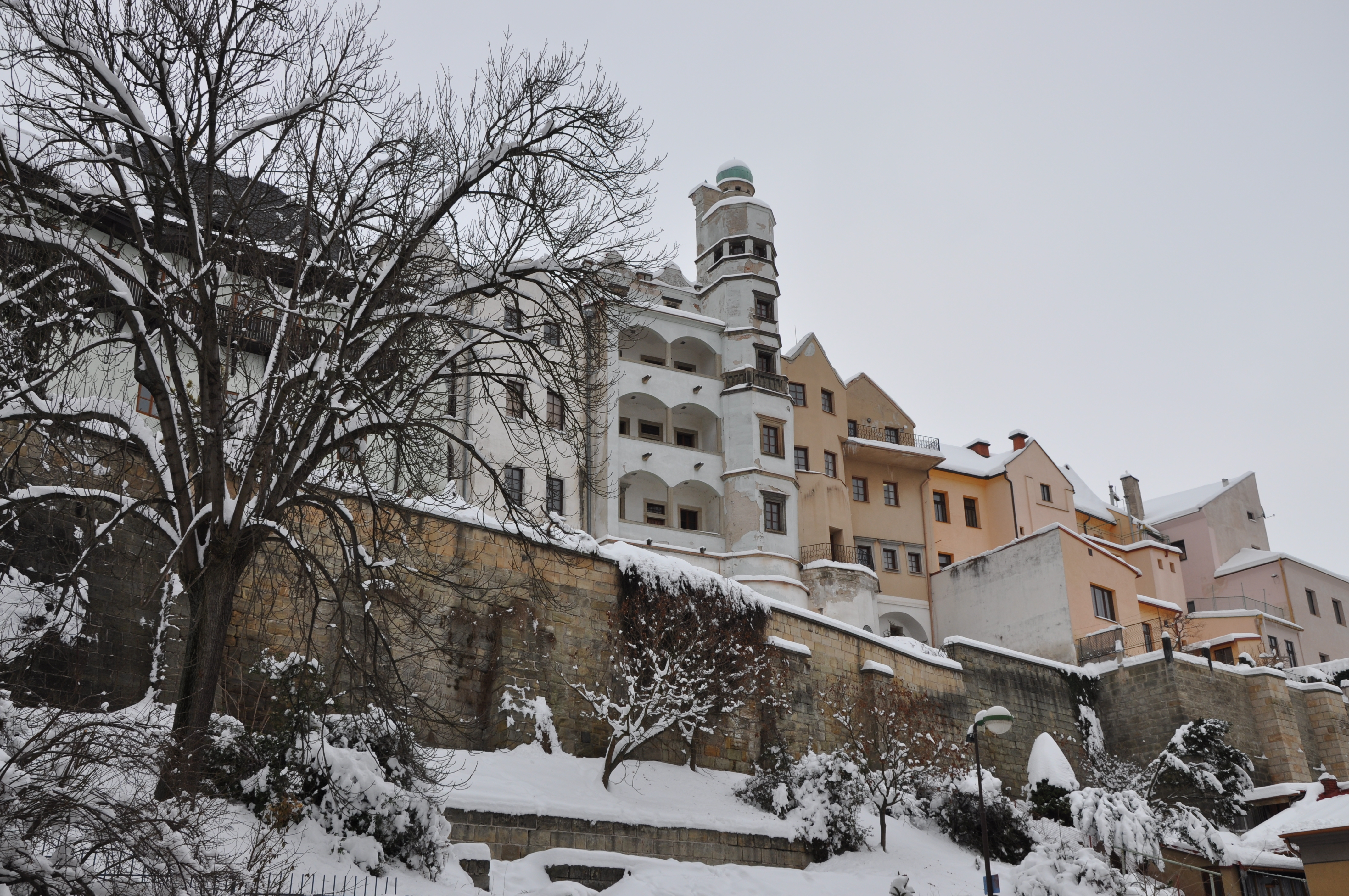
Chrudim Hradby

- Broumov [12]
- Dobruška[13] [14] [15] [16]
- Dvůr Králové nad Labem
- Hostinné [17]
- Hradec Králové [18] [19]
- Chlumec nad Cidlinou [20] - existovalo opevnění vodního hradu, do 21. století se nezachovaly žádné stopy
- Jaroměř [21]
- Josefov [22] Opevnění z 18. století
- Jičín [23]
- Kostelec nad Orlicí [24]
- Náchod [25]
- Nové Město nad Metují [26]
- Nový Bydžov [27]
- Opočno [28]
- Poděbrady [29] [30] [31]
- Rychnov nad Kněžnou
- Solnice (okres Rychnov nad Kněžnou) Zděná hradba se třemi bránami: Dobrušskou, Rychnovskou a Kladskou.
- Trutnov [32] [33]
- Vamberk[34] byl opevněn velmi chudě bez bašt a věží, opukové zdi byly na jižní a východní straně na severu nad řekou, jen dřevěné ohrazení. Samostatné opevnění měl kostel a hrad.

## Chrudimský kraj

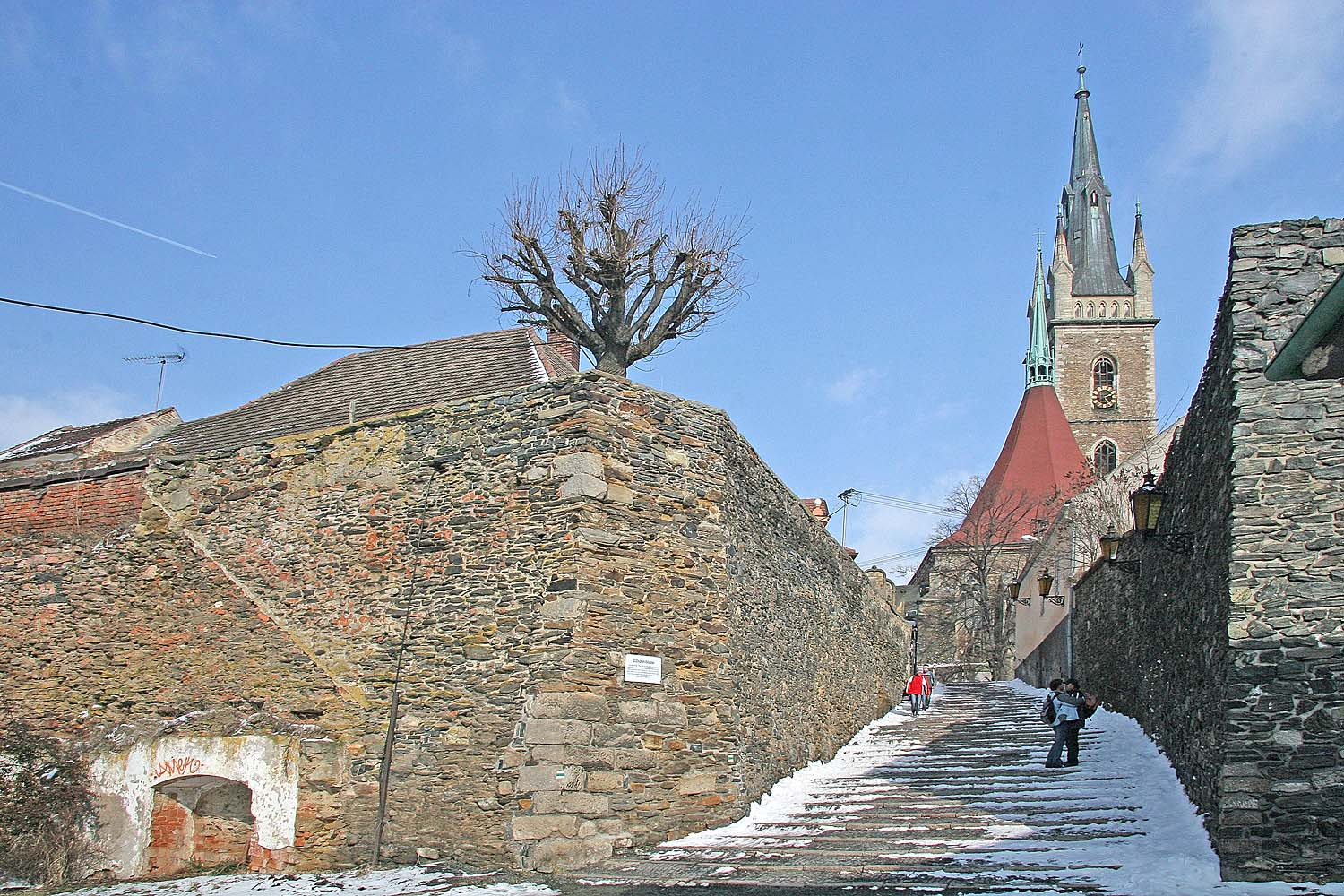
Čáslav Žižkova brána

- Chrudim [35] [36]
- Lanškroun [37] [38]
- Litomyšl[39] [40]
- Vysoké Mýto [41] [42]
- Pardubice[43] [44]
- Přelouč[45]
- Polička [46] [47]
- Česká Třebová [48] [49]
- Chrast [50]
- Předhradí (okres Chrudim) [51]

## Čáslavský kraj

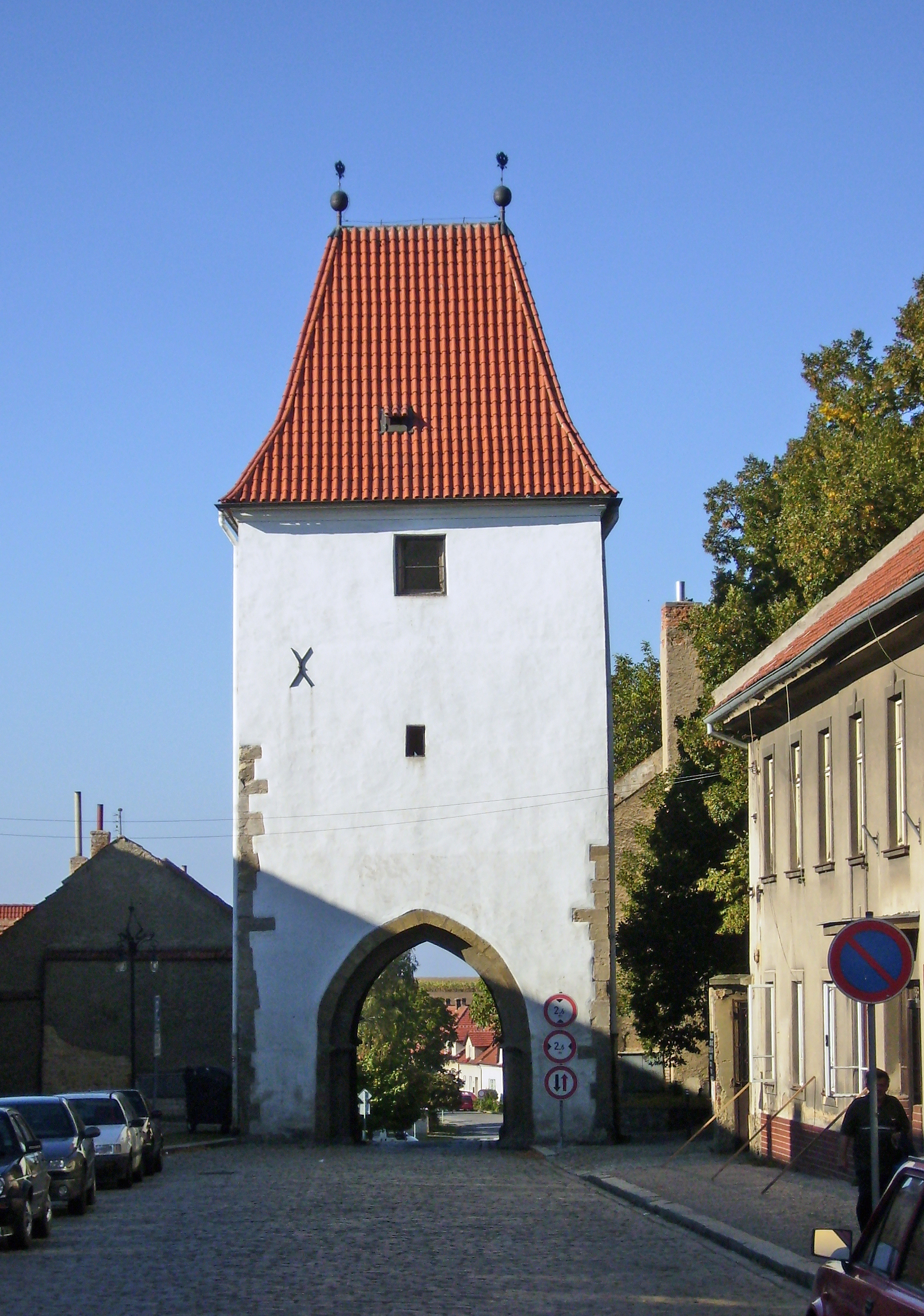
Pražská brána v Kouřimi

- Čáslav [52] [53]
- Kutná Hora [54] [55]
- Havlíčkův Brod [56]
- Chotěboř [57]
- Polná [58] [59]
- Přibyslav [60] [61]
- Lipnice nad Sázavou [62][63][64]
- Vilémov [65] [66] Založeno jako hrazené klášterní městečko.

## Kouřimský kraj

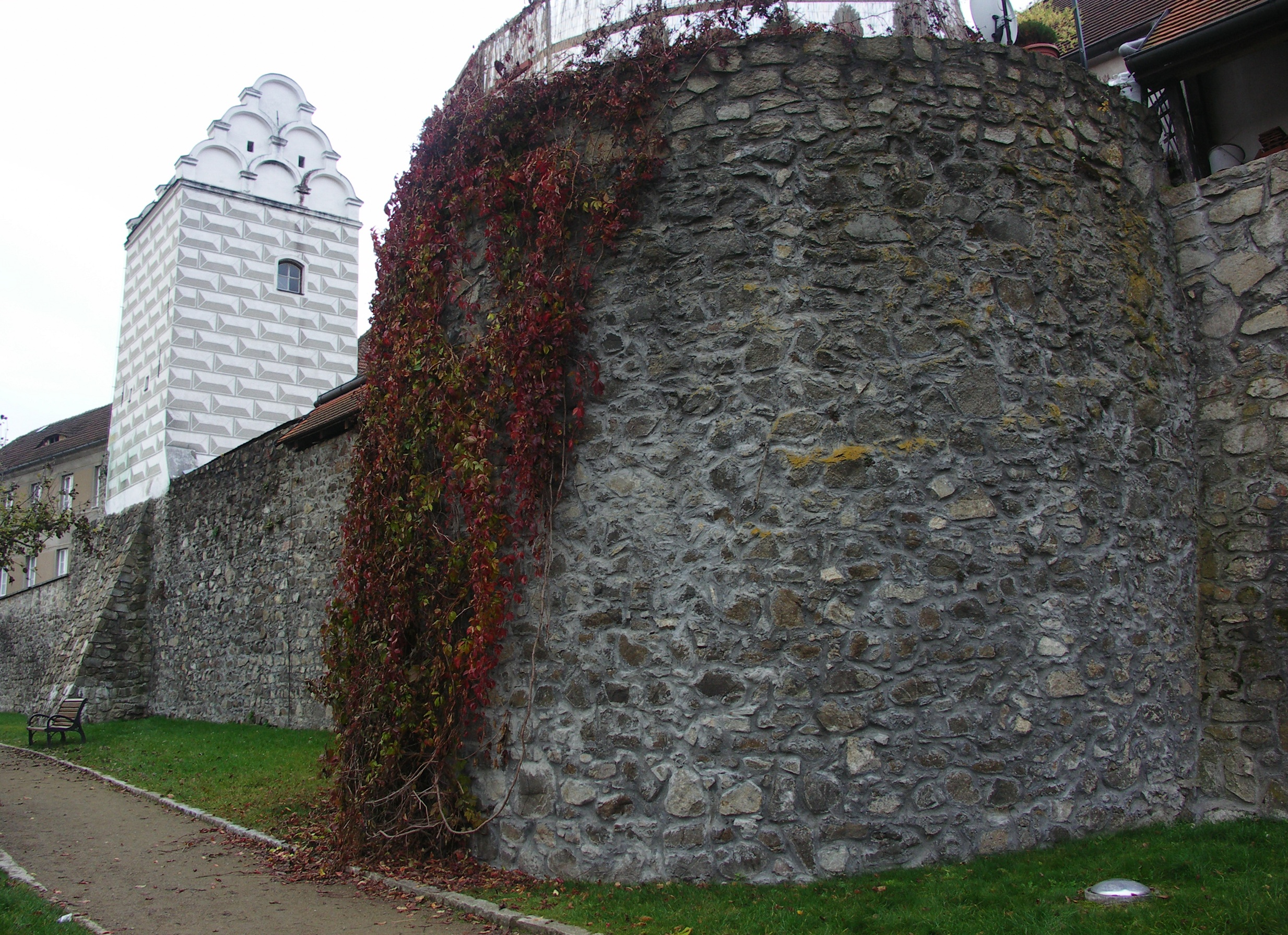
Tábor, městské opevnění

- Kouřim [67] [68]
- Kolín [69]
- Český Brod [70] [71]
- Kostelec nad Labem [72]
- Kostelec nad Černými lesy [73]
- Praha (viz Opevnění_Prahy)+Vyšehrad
- Stará Boleslav [74] [75] [76] byla nejstarším opevněním na maltu zděnou.
- Brandýs nad Labem [77]
- Rataje nad Sázavou [78]
- Odranec (latrán) [79]

## Bechyňský kraj

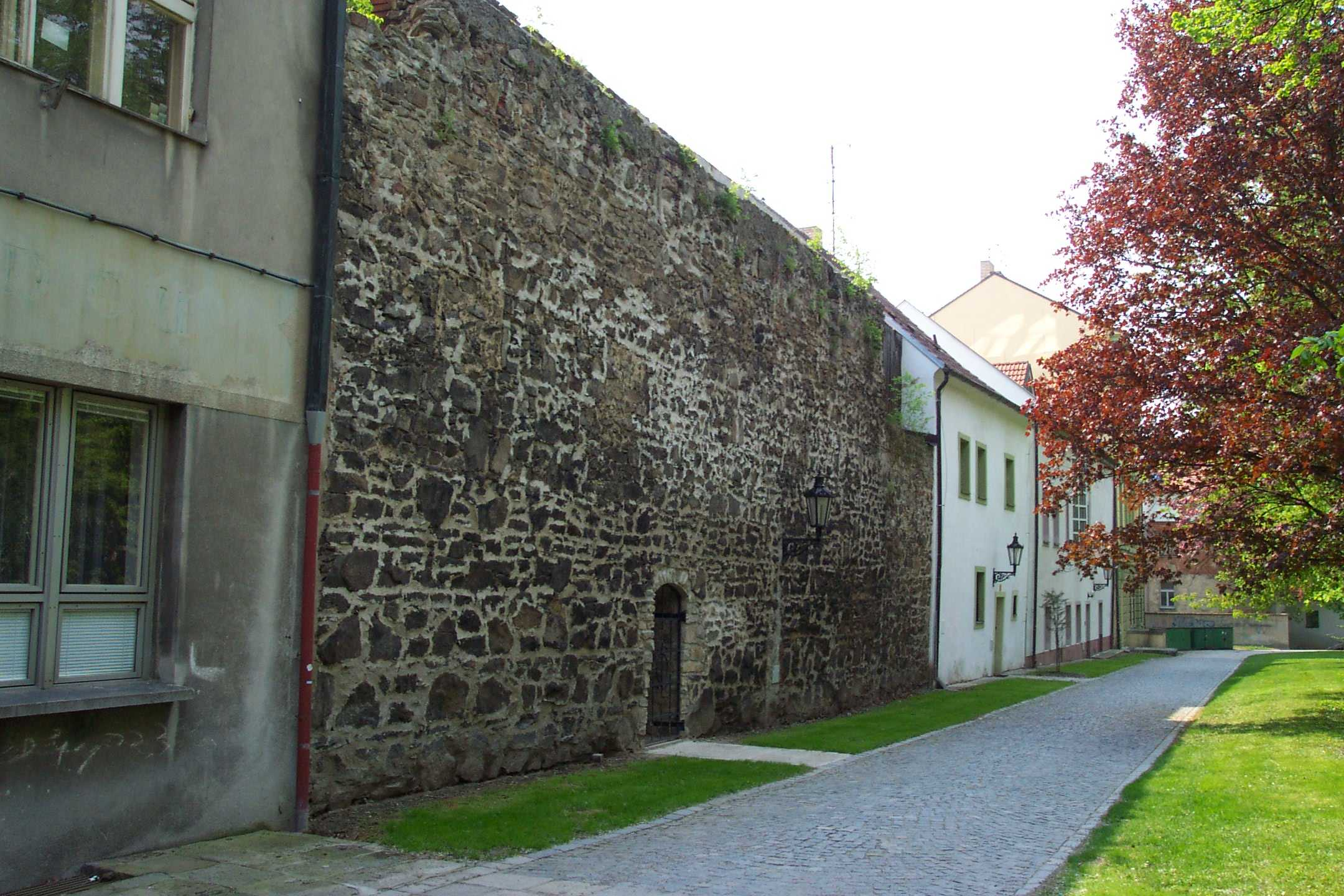
Písek, Staré město, Hradby

- Tábor [80]
- České Budějovice [81]
- Pelhřimov [82]
- Jindřichův Hradec [83]
- Kamenice nad Lipou [84]
- Soběslav [85]
- Bechyně [86] [87]
- Třeboň [88] [89]
- Nová Bystřice[90]
- Rožmberk nad Vltavou
- Počátky [91]
- Český Krumlov [92]
- Sezimovo Ústí [93]
- Příběnické podhradí [94]
- Nové Hrady [95]
- Lomnice nad Lužnicí [96]
- Zvíkov - podhradí [79]
- Velešín - latrán [79]
- Maidštejn - latrán [79]
- Hluboká nad Vltavou [79]

## Prácheňský kraj

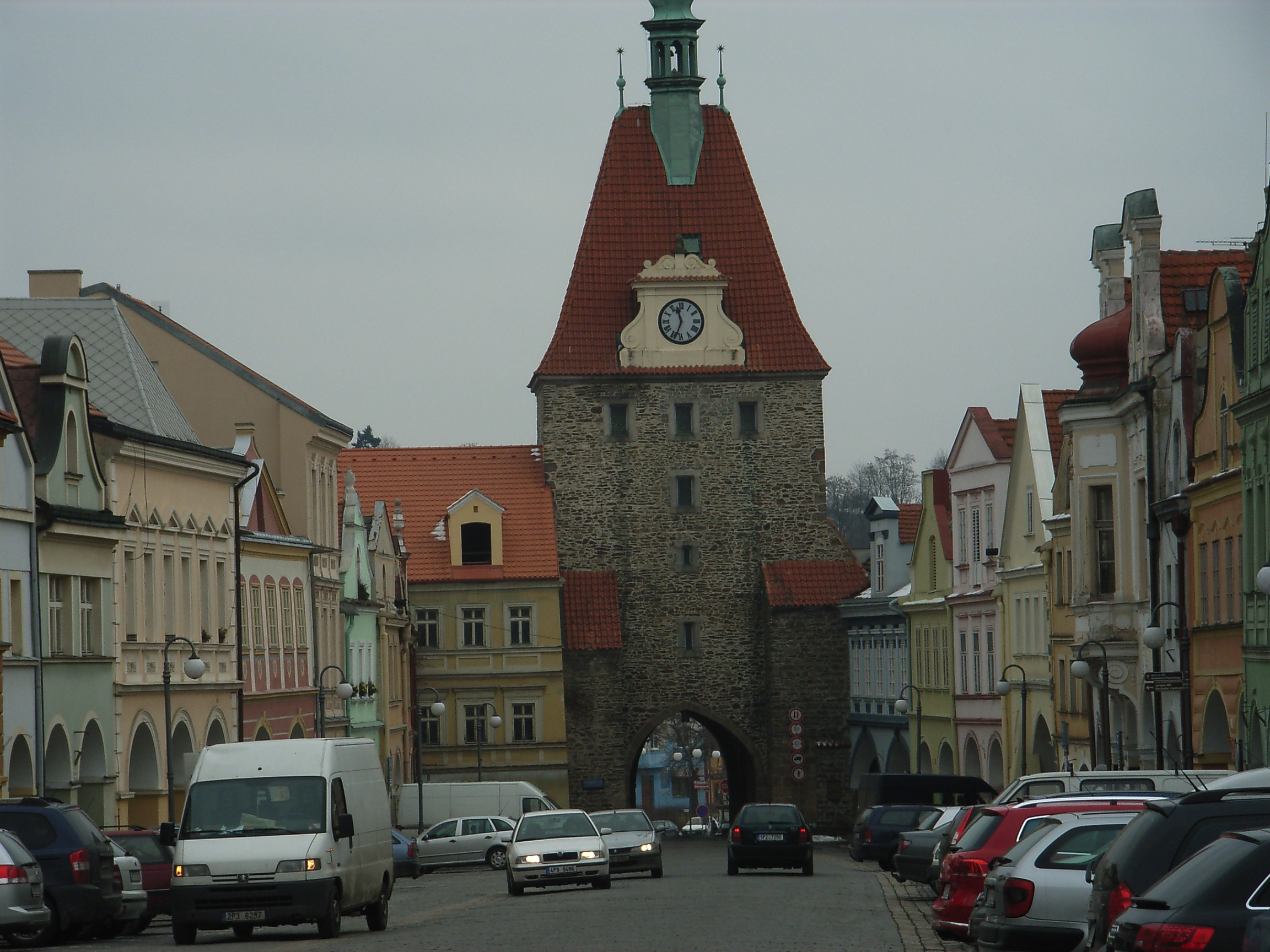
Domažlice

- Písek
- Sušice
- Vodňany
- Prachatice
- Vimperk
- Strakonice
- Horažďovice
- Rabí [97]
- Bavorov [98] - dřevěné opevnění

## Plzeňský kraj

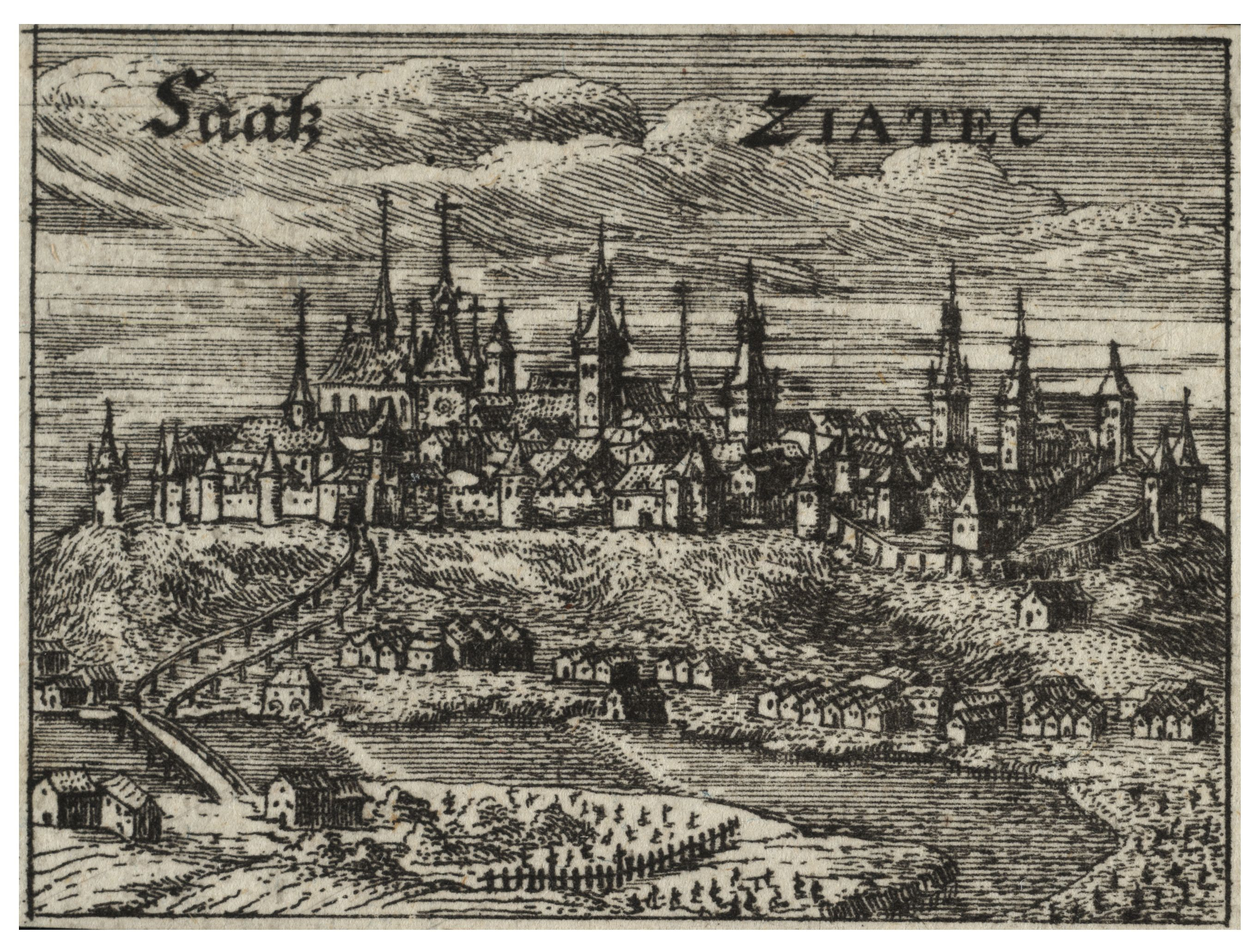
Žatec 17. století

- Plzeň
- Klatovy
- Stříbro
- Domažlice
- Rokycany
- Bor (okres Tachov)
- Horšovský Týn
- Toužim
- Teplá
- Planá
- Tachov
- Kladruby (okres Tachov)
- Poběžovice [99]

## Žatecký kraj

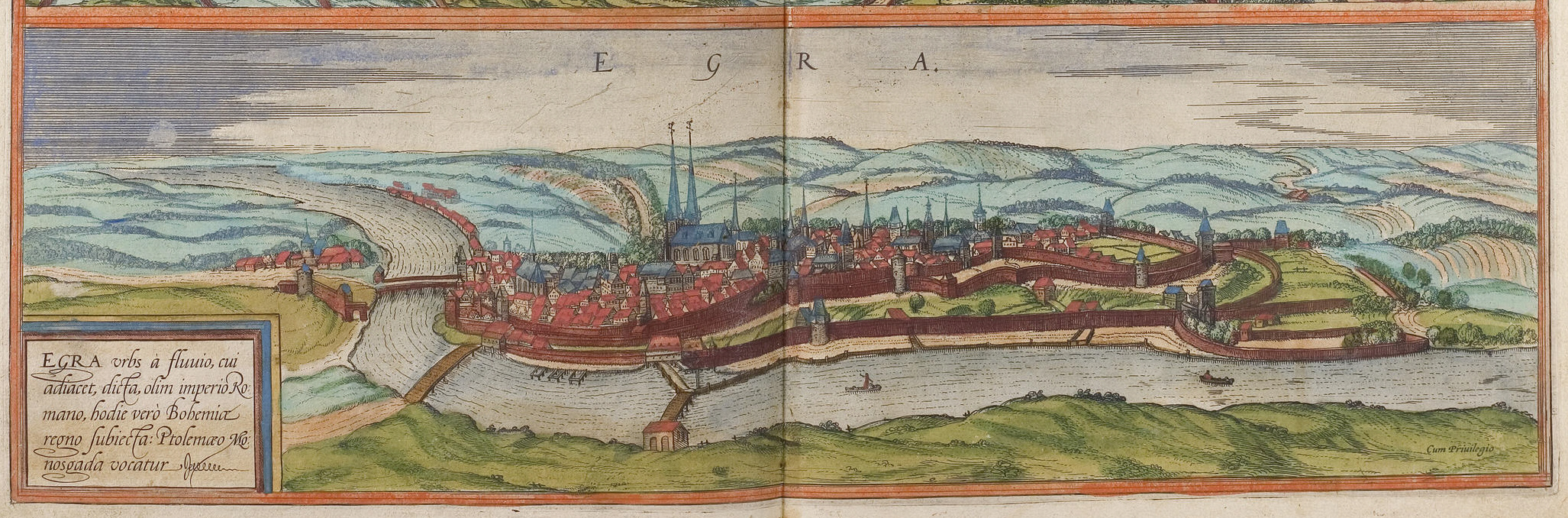
Cheb 1572

- Žatec
- Most
- Louny
- Kadaň
- Chomutov
- Sokolov
- Rabštejn nad Střelou
- Žlutice
- Chyše [100]

## Loketský kraj

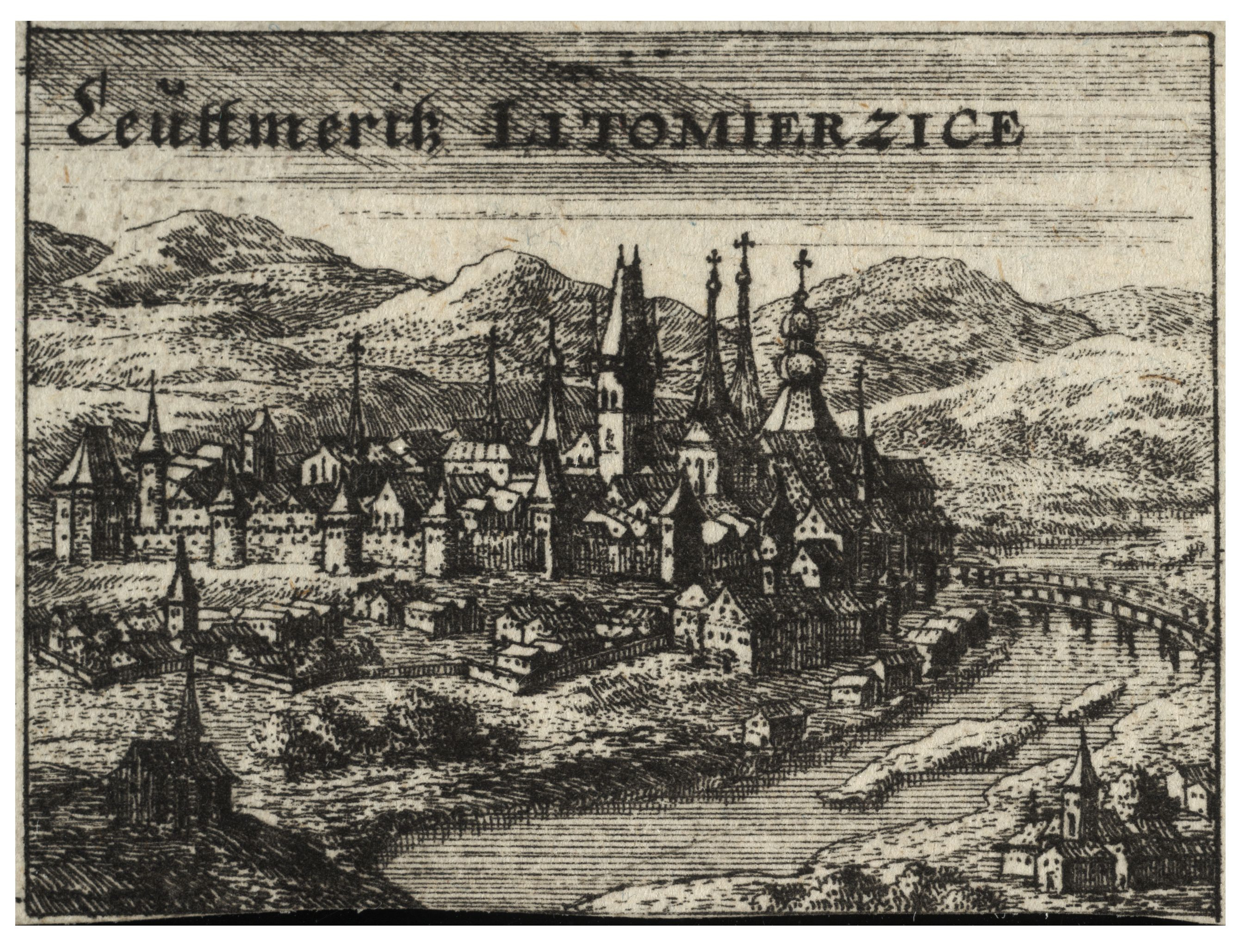
Litoměřice v 17. století

- Loket
- Ostrov (okres Karlovy Vary) [101] [102]
- Cheb [103]
- Kynšperk nad Ohří[104]
- Kager - podhradí [79]

## Litoměřický kraj
- Litoměřice
- Terezín Opevnění z 18. století
- Ústí nad Labem
- Česká Lípa
- Úštěk
- Libochovice [105]
- Duchcov [106]
- Teplice [107]
- Bílina (město) [108] [109]
- Děčín [110]
- Kravaře (okres Česká Lípa) [111] tzv. stodolní hradby

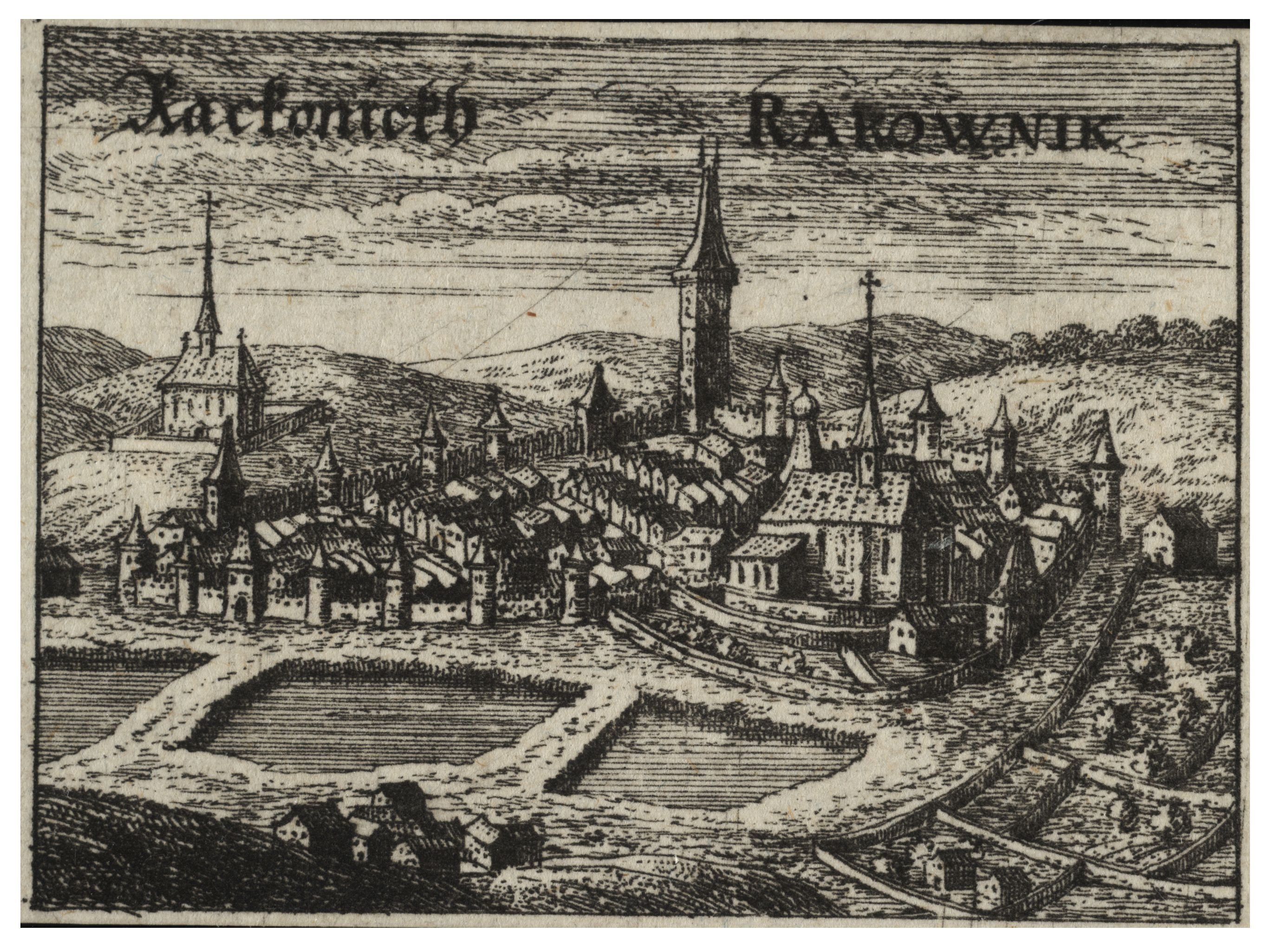
Rakovník v 17. století

- Hazmburk - Podhradí [112]
- Krupka [113]
- Benešov nad Ploučnicí [114]

## Rakovnický kraj

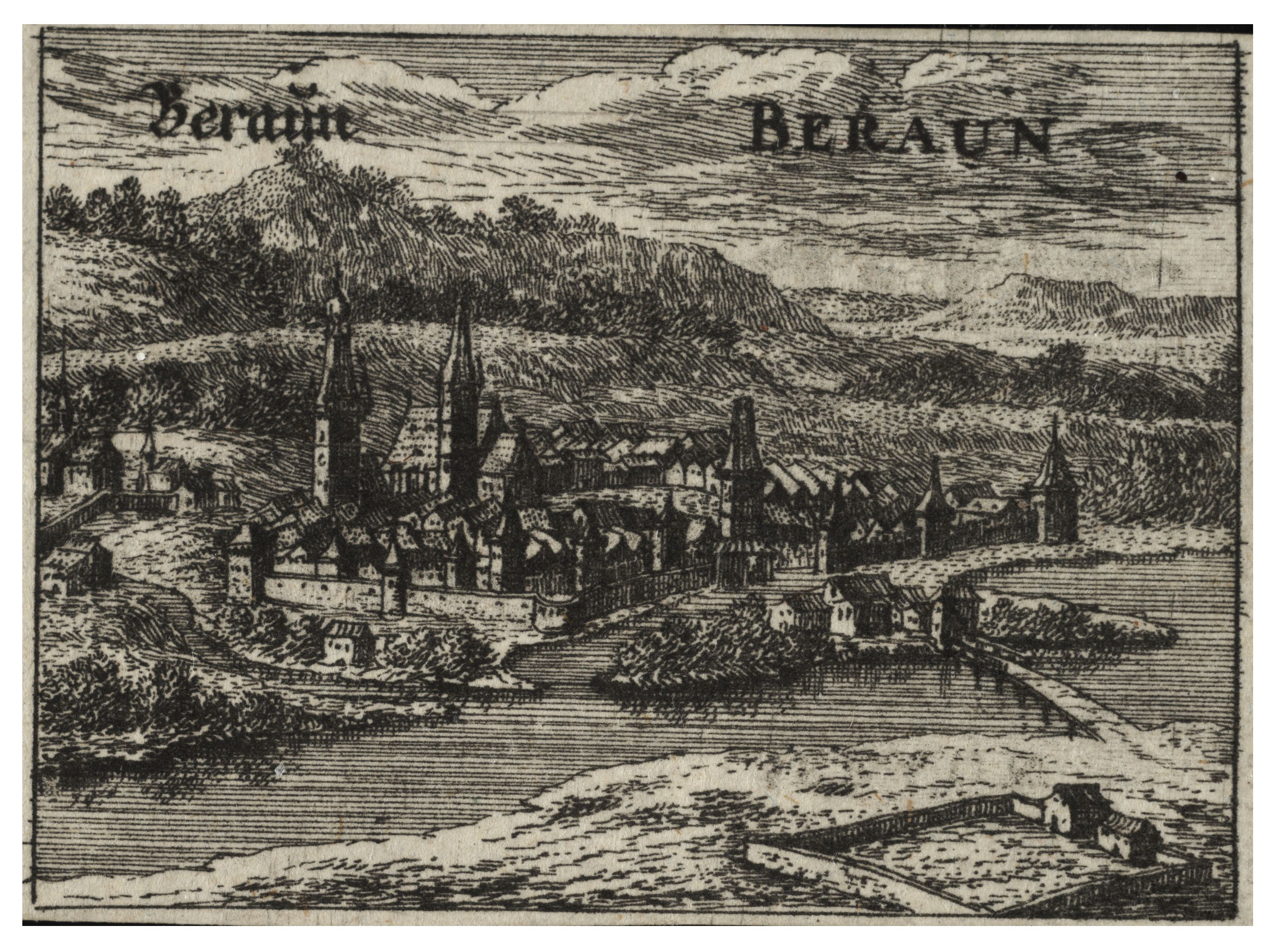
Beroun v 17. století

- Rakovník
- Velvary
- Slaný
- Roudnice nad Labem
- Budyně nad Ohří
- Nové Strašecí [115]

## Berounský kraj
- Beroun